# Dibattito sull'energia nucleare

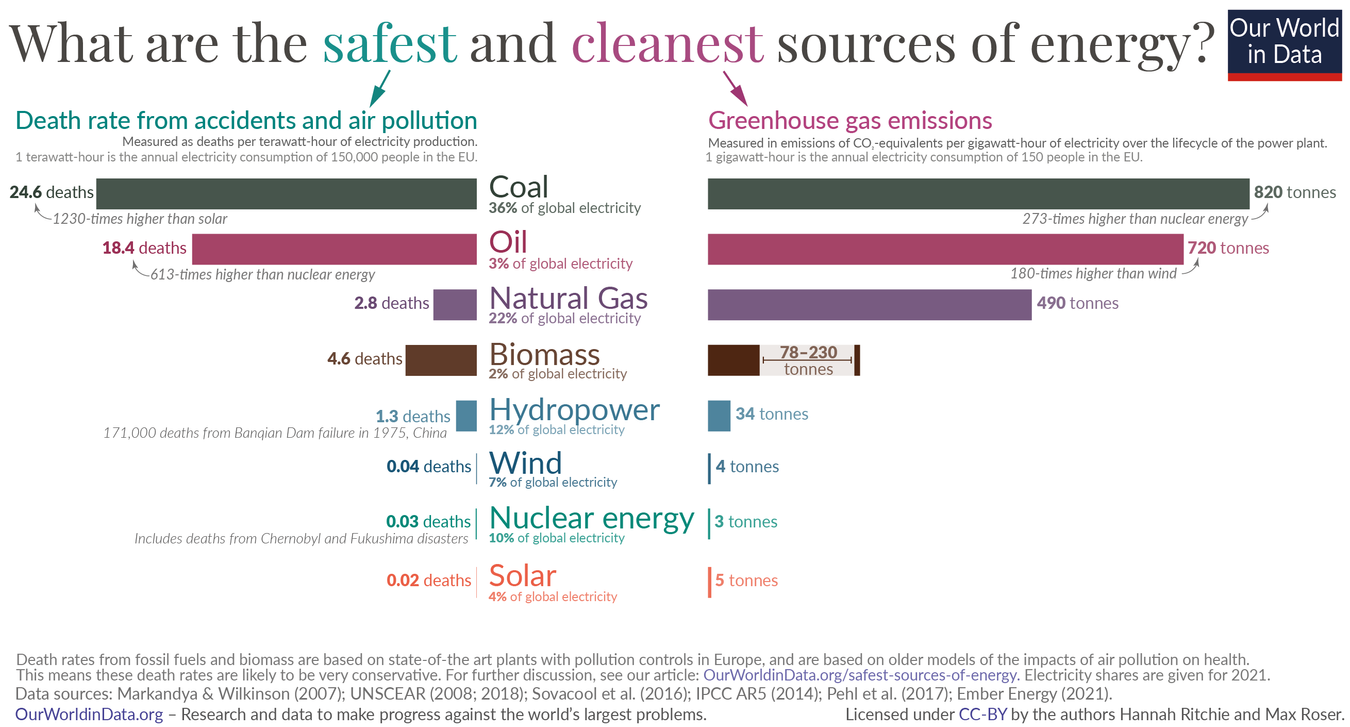
Infografica a cura di Our World in Data che mostra le fonti di energia più sicure e meno inquinanti, in cui il nucleare figura come la meno inquinante e la quarta più sicura

Con dibattito sull'energia nucleare si intendono le discussioni circa i rischi e i benefici dell'uso delle centrali nucleari per generare elettricità a uso civile. Questo dibattito arrivò all'apice durante gli anni '70 e '80, quando sempre più reattori venivano costruiti e entravano in funzione, e in alcuni paesi "raggiunse un'intensità senza precedenti nella storia delle controversie tecnologiche". Da lì in avanti, le preoccupazioni della gente sono perlopiù scemate, sia per la quantità di posti di lavoro portati dall'industria, sia per il crescente miglioramento degli standard di sicurezza.
Nel decennio 2010, con la crescente consapevolezza pubblica del cambiamento climatico e sul ruolo critico che le emissioni di anidride carbonica e metano giocano nel riscaldare l'atmosfera terrestre, la questione dell'energia nucleare tornò in auge. I sostenitori del nucleare e quelli più preoccupati per il cambiamento climatico sottolineano l'affidabilità di questa forma di energia, il basso livello di emissioni e l'alta efficienza. D'altra parte, gli scettici sottolineano gli incidenti nucleari come la morte di Louis Slotin, l'incendio di Windscale, l'incidente di Three Mile Island, il disastro di Černobyl' e il disastro di Fukushima, unitamente con il rischio che attentati terroristici potrebbero prendere di mira le centrali nucleari.
I favorevoli all'energia nucleare affermano che essa è una fonte di energia pulita e sostenibile che fornisce enormi quantità di energia ininterrotta senza inquinare l'atmosfera o provocare emissioni di carbonio che causano il riscaldamento globale. L'uso dell'energia nucleare fornisce numerosi e ben pagati posti di lavoro, sicurezza energetica, riduce la dipendenza dai combustibili importati e l'esposizione ai rischi di prezzo associati alla speculazione sulle risorse e alla politica mediorientale. I sostenitori avanzano l'idea che l'energia nucleare non produce praticamente alcun inquinamento atmosferico, in contrasto con la massiccia quantità di inquinamento ed emissioni di carbonio generate dalla combustione di combustibili fossili come il carbone, il petrolio e il gas naturale. La società moderna richiede una fornitura di energia costante per alimentare le comunicazioni, le reti di computer, i trasporti, l'industria e le residenze a tutte le ore del giorno e della notte. In assenza di energia nucleare, i servizi pubblici devono bruciare combustibili fossili per mantenere la rete energetica affidabile e costante perché le fonti rinnovabili, come l'energia solare ed eolica, sono inutilizzabili in quanto fonti intermittenti. I sostenitori credono anche che il nucleare sia l'unica strada che i Paesi devono percorrere per raggiungere l'indipendenza energetica e allo stesso tempo soddisfare i loro "ambiziosi" cosiddetti contributi determinati a livello nazionale per ridurre le emissioni di carbonio secondo l'accordo di Parigi del 2015 firmato da 195 nazioni. Sottolineano che i rischi dati dallo stoccaggio dei rifiuti radioattivi sono sopravvalutati e che le scorte esistenti possono essere ridotte utilizzandole come combustibili dei nuovi reattori autofertilizzanti. Il record di sicurezza operativa del nucleare è eccellente se paragonato agli altri principali tipi di centrali e, considerato l'inquinamento che previene, salva effettivamente delle vite ogni anno.
Gli oppositori dicono che l'energia nucleare pone numerose minacce alle persone e all'ambiente e citano studi che mettono in dubbio il fatto che possa mai essere una fonte di energia sostenibile. Nello specifico, queste minacce sono relative ai rischi per la salute, agli incidenti e ai danni ambientali derivanti dall'estrazione, dalla lavorazione e dal trasporto dell'uranio. Insieme ai timori associati alla proliferazione delle armi nucleari, gli oppositori dell'energia nucleare temono il sabotaggio degli impianti nucleari da parte dei terroristi, la deviazione e l'uso improprio dei combustibili radioattivi o delle scorie di combustibile, così come le perdite che si verificano naturalmente a causa dell'irrisolto problema dello stoccaggio a lungo termine dei rifiuti radioattivi. La mancanza di un deposito principale di rifiuti radioattivi fa sì che le barre di combustibile esausto vengano stoccate nello stesso sito dove sono state usate, creando numerosi piccoli depositi che vanno manutenuti. Essi sostengono anche che i reattori stessi sono macchine enormemente complesse in cui molte cose possono andare storte, causando incidenti anche gravi. I critici non credono che questi rischi possano essere ridotti attraverso nuove tecnologie. Essi sostengono inoltre che quando si considerano tutte le fasi ad alta intensità energetica della catena del combustibile nucleare, dall'estrazione dell'uranio allo smantellamento nucleare, l'energia nucleare non è una fonte di elettricità a basse emissioni di carbonio.